# Phoroncidia jacobsoni
Phoroncidia jacobsoni är en spindelart som först beskrevs av Eduard Reimoser 1925.  Phoroncidia jacobsoni ingår i släktet Phoroncidia och familjen klotspindlar. Inga underarter finns listade i Catalogue of Life.